# Польское генетическое общество
Польское генетическое общество (пол. Polskie Towarzystwo Genetyczne) — польское научное общество, основанное в 1966 году. Первым председателем Общества был доктор наук, профессор Варшавского университета Вацлав Гаевский (1966—1974 гг.).
Согласно Уставу, целью Общества является пропаганда развития генетики, исследовательская и научная деятельность, постоянное повышение научного уровня членов Общества, развитие современных генетических знаний. Общество организует конференции, съезды, симпозиумы и другие научные встречи; издаёт научную и научно-популярную литературу; поддерживает научные исследования, активно участвует в обмене опытом и международном сотрудничестве; присуждает научные награды.
В состав Общества входят 11 территориальных филиалов и две научные секции.
Председателем Общества является доктор наук, профессор Andrzej Kononowicz.
Актуальная информация о деятельности Общества публикуется на сайте www.ptgen.pl.